# Nürnberger Burgtheater
Das Nürnberger Burgtheater ist ein Theater für Kabarett, Comedy und Kleinkunst in Nürnberg.

## Zur Geschichte
Das Nürnberger Burgtheater existiert seit 1982, doch bereits 1979 wurde der Verein Nürnberger Burgtheater e. V. gegründet. Im Jahr 1987 erhielt das Theater ein Nürnberg-Stipendium und im Jahr 2009 ein Förderstipendium aus dem Preis der Stadt Nürnberg.
Zu Beginn war das Theater in der Weißgerbergasse beheimatet, seit 17. Mai 1984 spielt es in der Füll 13.
Seit 1984 veranstaltet das Burgtheater im Spätherbst die „Kabarett-Tage“, ein vierzehntägiges Festival, das aktuelle Kabarettproduktionen aus dem deutschsprachigen Raum nach Nürnberg holt.
Seit 1991 vergibt das Nürnberger Burgtheater den von der Stadt Nürnberg gestifteten Deutschen Kabarett-Preis.